# الوكالة الوطنية لحظر الاتجار بالبشر
الوكالة الوطنية لحظر الاتجار بالأشخاص (بالإنجليزية: National Agency for the Prohibition of Trafficking in Persons NAPTIP) هي وكالة لإنفاذ القانون تابعة للحكومة الفيدرالية النيجيرية، تأسست في 14 يوليو 2003 بموجب قانون إنفاذ وإدارة (حظر) الاتجار بالأشخاص لعام 2003م من أجل مكافحة الاتجار بالبشر وجرائم أخرى متعلقةبانتهاكات حقوق الإنسان.
الوكالة الوطنية لحظر الاتجار بالبشر هي امتثال وطني للالتزام الدولي بموجب بروتوكول الاتجار بالأشخاص المستجيب للحاجة إلى منع وقمع ومعاقبة الاتجار بالأشخاص، وخاصة النساء والأطفال، وهو مكمل لاتفاقية الأمم المتحدة لمكافحة الجريمة المنظمة عبر الوطنية (UNTOC). وهي إحدى الجهات الخاضعة لإشراف وزارة الشؤون الإنسانية وإدارة الكوارث والتنمية الاجتماعية لدولة نيجيريا.
منذ تأسيسها، قامت الوكالة بتحقيق أكثر من عشرة آلاف حالة اتجار بالبشر وحاكمت حوالي خمسمائة متهما. بين عامي 2003 و 2017، أدانت أكثر من 331 من تجار البشر كما أنقذت حوالي 3000 ضحية من ليبيا وأماكن أخرى. تولى بشير محمد مهام السيدة إيمان سليمان إبراهيم كمدير عام للوكالة في مايو 2021. في سبتمبر 2021، تم استبدال بشير محمد بفاطمة وزيري عزي.

## أصل
أنشئت الوكالة الوطنية لحظر الاتجار بالبشر بموجب قانون اتحادي في 14 يوليو 2003  بموجب قانون إنفاذ وإدارة (حظر) الاتجار بالبشر (2003)  من خلال الدعوة لمؤسسة القضاء على الاتجار بالنساء وعمل الأطفال (WOTCLEF).

## أهداف
تم تكليف الوكالة الوطنية لحظر الاتجار بالبشر بإنفاذ قانون حظر الاتجار بالأشخاص (TIPPEA) في نيجيريا 

## الإدارات
تضم الوكالة الإدارات والوحدات التالية:
- التحقيق والمراقبة
- الشؤون القانونية والادعاء.
- الاستشارة والتأهيل
- التنوير العام
- تطوير البحوث والبرامج
- التدريب وتنمية القوى العاملة.
- إدارة.
- المالية والحسابات.

### الوحدات
- تحصيل
- الصحافة والعلاقات العامة
- المخابرات والتعاون الدولي.
- مراجعة.
- الإصلاحات.
- فرقة الاستجابة السريعة [15]

## مكاتب الجهات
حاليًا، لدى الوكالة 9 أوامر منطقة تقع في لاغوس وبنين وإنوغو وأيوو وسوكوتو ومايدوغوري وأوشوغبو وماكوردي.

## العمل مع منظمات المجتمع المدني
الوكالة شركاء مع المنظمات غير الحكومية للقيام بمهامها في الدول المختلفة. في عام 2013، بدأت NAPTIP شراكة  مع Devatop Center for Africa Development، وهي منظمة لمكافحة الاتجار بالبشر يقودها الشباب ، لتدريب الشباب وتمكينهم في مكافحة الاتجار بالبشر في نيجيريا، فضلاً عن التحقيق في القضايا وإنقاذ الضحايا. تشارك NAPTIP أيضًا مع شبكة منظمات المجتمع المدني لمكافحة الاتجار بالأطفال وسوء المعاملة والعمل، ومؤسسة القضاء على عمالة الأطفال والاتجار بالنساء، وغيرها الكثير.

## العمل مع لجنة الجرائم الاقتصادية والمالية (EFCC)
طلبت الوكالة مزيدًا من الدعم من لجنة الجرائم الاقتصادية والمالية، EFCC،  في سعيها لتخليص البلد من الاتجار بالبشر وعواقبه على صورة نيجيريا. قدم هذا الطلب مدير عام الوكالة إيمان سليمان إبراهيم.
منذ إنشائها، كان حققت الوكالة أكثر من 331  إدانة بالاتجار بالبشر، حتى سبتمبر / أيلول 2017. بين عامي 2003 و 2017، تم إنقاذ أكثر من 3000 ضحية بواسطتها. كانت الوكالة في طليعة جهود إنقاذ وإعادة تأهيل النيجيريين من ليبيا،  بمساعدة الحكومة الفيدرالية، والمكتب الدولي للهجرة، والمنظمات الدولية الأخرى، التي حصلت على إشادة  من الولايات المتحدة.

## روابط خارجية
- الموقع الرسمي
- شاهد فيديوهات